# Grobnica Ahmada Šaha Durranija
Mavzolej Ahmada Šaha Durranija stoji v Kandaharju v Afganistanu. Je eden najpomembnejših zgodovinskih spomenikov v Kandaharju. Ahmad Šah Durrani, ki je znan kot Ahmad Šah Baba, je med letoma 1747 in 1772 vladal Durranijskemu imperiju iz Kandaharja.
Elegantni osmerokotni spomenik stoji na bazaltni ploščadi, zunanjost iz navadne bež opeke pa je okrašena s številnimi nišami kontrastnih višin in globin, nežno obrisanimi z rumenimi in zelenimi, zelenimi in modrimi ploščicami. Visoki minareti, povezani s cvetlično ograjo, so na vrhu glavnega dela spomenika, za njimi pa še en niz kratkih minaretov na vrhu niza plitvih niš, obrobljenih z modro, obdajajo boben, okronan s kupolo iz bleščeče modre ploščice. Podstavki glavnih lokov so premeteno okrašeni v vzorcu satja, sestavljenem iz polkrogov v središču z lapis lazulijem in zlatom, ki spominjajo na rože.
Zunanja dekoracija se zdi zelo špartanska, ko človek vstopi. Tu so oči navdušene nad razkošnim bogastvom barv in oblikovanja od čudovitih afganistanskih preprog na marmornih tleh do briljantno poslikanega in pozlačenega cvetličnega okrasja kupole. Modro-zelene ploščice z rumenimi in rjavimi odtenki okoli podnožja sten so izdelane v Kandaharju in se precej razlikujejo od ploščic v Heratu.
Na osmih ogrodjih pod vogalnimi nišami velik napis v beli barvi na lapis modri ploščici poveličuje vrline cesarja Ahmad Šaha Durranija:
Kralj visokega ranga, Ahmad Šah Durrani,

Bil je enak Kisri pri vodenju zadev svoje vlade.

V njegovem času, od strahospoštovanja do njegove slave in veličine,

Levinja je s svojim mlekom hranila jelena.

Od vseh strani v uho njegovih sovražnikov je prišlo

Tisoč očitkov iz jezika njegovega bodala.

Datum njegovega odhoda v hišo smrti

Bilo je leto hidžre 1186 (1772 n. št.)
Sarkofag je izdelan iz afganistanskega marmorja in prekrit z zlato vezeno tkanino iz globokega vinskega žameta. Poleg tega je miza z odličnimi kopijami Korana in steklena omarica z zlato intarzirano čelado in rokavicami skupaj s srebrnim žezlom, okrašenim z dvoglavo ptico. Z njimi se je Ahmad Šah Durrani podal v boj.
Znotraj kompleksa je tudi Petkova mošeja s Svetiščem plašča, ki naj bi ga nosil islamski prerok Mohamed. Zamenjal je lastnika, dokler končno ne počiva tukaj.

## Galerija
- Fotografija vhoda v grobnico Ahmada Šaha Abdalija v Kandaharju v Afganistanu, delo Benjamina Simpsona, približno 1880
- Mavzolej Ahmada Šaha Durranija leta 1910